# Stemona prostrata
Stemona prostrata är en enhjärtbladig växtart som beskrevs av I.R.H.Telford. Stemona prostrata ingår i släktet Stemona och familjen Stemonaceae. Inga underarter finns listade.